# Apha floralis
Apha floralis là một loài bướm đêm thuộc họ Eupterotidae. Loài này được Arthur Gardiner Butler mô tả lần đầu năm 1881. Loài này có ở Nepal.